# Campeonato de Segunda División 1903 (Argentina)
El Campeonato de Segunda División 1903 fue el torneo que constituyó la quinta temporada de la segunda división de Argentina en la era amateur.
El torneo coronó campeón al Barracas II, segunda categoría de Barracas, tras vencer por 5 a 2 en la final a Estudiantes. Aunque no existían los ascensos, Estudiantes fue promovido a Primera División por sus buenos desempeños en el campeonato y en la Copa Bullrich.

## Equipos
| Equipo               | Ciudad (Provincia)     |
| -------------------- | ---------------------- |
| Argentino de Quilmes | Quilmes                |
| Alumni II            | Ciudad de Buenos Aires |
| Banfield             | Banfield               |
| Barracas II          | Ciudad de Buenos Aires |
| Belgrano II          | Ciudad de Buenos Aires |
| Estudiantes          | Ciudad de Buenos Aires |
| Porteño              | Ciudad de Buenos Aires |
| San Isidro           | San Isidro             |
| San Martín           | San Martín             |
| Tigre Juniors        | Tigre                  |

## Sistema de disputa
El campeonato se dividió en 2 zonas de 5 equipos cada una, los dos mejores de cada zona accedieron a un cuadrangular para disputar el campeonato a eliminación directa. Cada zona se disputó con es sistema de todos contra todos a dos ruedas, quedando un equipo libre por fecha (cada equipo quedó dos veces libre).

## Tabla de posiciones

### Zona 1
| Pos. | Equipo                | Pts. | PJ | PG | PE | PP | GF | GC | Dif. |
| ---- | --------------------- | ---- | -- | -- | -- | -- | -- | -- | ---- |
| 1.º  | Argentino de Quilmes  | 12   | 8  | 6  | 0  | 2  | 18 | 8  | 10   |
| 2.º  | Estudiantes (Bs. As.) | 10   | 8  | 4  | 2  | 2  | 8  | 7  | 1    |
| 3.º  | San Isidro            | 6    | 8  | 3  | 0  | 5  | 5  | 16 | −11  |
| 4.º  | Belgrano A. C. II     | 7    | 8  | 3  | 1  | 4  | 11 | 7  | 4    |
| 5.º  | San Martín A. C.      | 5    | 8  | 2  | 1  | 5  | 8  | 12 | −4   |

|  | Accede a la zona campeonato. |

### Zona 2
| Pos. | Equipo           | Pts. | PJ | PG | PE | PP | GF | GC | Dif. |
| ---- | ---------------- | ---- | -- | -- | -- | -- | -- | -- | ---- |
| 1.º  | Barracas A. C.II | 15   | 8  | 7  | 1  | 0  | 50 | 6  | 44   |
| 2.º  | Alumni II        | 10   | 7  | 4  | 2  | 1  | 17 | 8  | 9    |
| 3.º  | Porteño          | 5    | 8  | 2  | 1  | 5  | 21 | 8  | 13   |
| 4.º  | Tigre Juniors    | 4    | 7  | 2  | 0  | 5  | 17 | 13 | 4    |
| 5.º  | Banfield         | 2    | 8  | 1  | 0  | 7  | 4  | 45 | −41  |

|  | Accede a la zona campeonato. |

## Zona Campeonato
Los dos mejores equipos de cada zona se clasificaron para jugar la zona campeonato. El mismo consiste en un torneo por eliminación directa. Los equipos se enfrentaron a único partido en cancha neutral. Los dos ganadores se enfrentaron en la final para definir al campeón.
|  | Semifinales                      | Semifinales                      |             |                   | Final               | Final               |  |
|  | del 16 de agosto al 30 de agosto | del 16 de agosto al 30 de agosto |             |                   | del 8 de septiembre | del 8 de septiembre |  |
|  |                                  |                                  |             |                   |                     |                     |  |
|  |                                  |                                  |             |                   |                     |                     |  |
|  | Barracas II                      | 2                                |             |                   |                     |                     |  |
|  | Barracas II                      | 2                                |             |                   |                     |                     |  |
|  | Alumni II                        | 1                                |             |                   |                     |                     |  |
|  | Alumni II                        | 1                                |             | Barracas A. C. II | 5                   |                     |  |
|  |                                  |                                  |             | Barracas A. C. II | 5                   |                     |  |
|  |                                  |                                  | Estudiantes | 2                 |                     |                     |  |
|  | Argentino de Quilmes             | 0                                | Estudiantes | 2                 |                     |                     |  |
|  | Argentino de Quilmes             | 0                                |             |                   |                     |                     |  |
|  | Estudiantes                      | 3                                |             |                   |                     |                     |  |
|  | Estudiantes                      | 3                                |             |                   |                     |                     |  |
|  |                                  |                                  |             |                   |                     |                     |  |

## Campeón

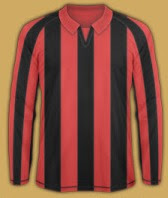
Barracas Athletic Club II

### Semifinales
|  |

| Semifinal 1                     | Semifinal 1 | Semifinal 1 | Semifinal 1 | Semifinal 1  |
| Local                           | Resultado   | Visitante   | Estadio     | Fecha        |
| ------------------------------- | ----------- | ----------- | ----------- | ------------ |
| Barracas II                     | 2 - 1       | Alumni II   | Belgrano    | 16 de agosto |
| Barracas II accedió a la final. |             |             |             |              |

|  |

| Semifinal 2                     | Semifinal 2 | Semifinal 2 | Semifinal 2               | Semifinal 2  |
| Local                           | Resultado   | Visitante   | Estadio                   | Fecha        |
| ------------------------------- | ----------- | ----------- | ------------------------- | ------------ |
| Argentino de Quilmes            | 0 - 3       | Estudiantes | Sociedad Hípica Argentina | 30 de agosto |
| Estudiantes accedió a la final. |             |             |                           |              |

### Final
|  |

| Local                                          | Resultado | Visitante   | Estadio                   | Fecha           |
| ---------------------------------------------- | --------- | ----------- | ------------------------- | --------------- |
| Barracas II                                    | 5 - 2     | Estudiantes | Sociedad Hípica Argentina | 8 de septiembre |
| Barracas II se coronó campeón de la temporada. |           |             |                           |                 |

#### Detalles
| 8 de septiembre de 1903 | Barracas II                | 5:2 | Estudiantes       | Sociedad Hípica Argentina, |  |
|                         | Coyar · Coffey · Mc Donald |     | Arcuri · González |                            |  |